# Klokoty
Klokoty  était un village indépendant qui est aujourd'hui annexé à la ville de Tábor, dont il constitue l'un des quartiers ; il est situé à la périphérie ouest de la ville.
Son point d'intérêt est l'église de l'Assomption de la Vierge Marie, lieu de pèlerinage.

## Histoire
Le village d'origine a été fondé au début du 13e siècle. La première mention écrite date de 1220, date à laquelle Vítek de Klokoty y construit une maison forte.

## Curiosités
- L'église de l'Assomption de la bienheureuse Vierge Marie a été fondée en 1702. En 1712, est construite la chapelle de Saint-Václav et en 1714 celle de Saint-Joseph. Devant l'église, l'allée de tilleuls avec le chemin de croix a été plantée en 1836.
- Le presbytère de Klokoty est déjà mentionné en 1356. Dès 1389 y vécut un religieux, Mikuláš Žižka (†1415), que l'historien August Sedláček décrit comme étant le frère du chef hussite Jan Žižka.
- La maison forte se trouvait sur un rocher dit "le Calvaire", où il est encore possible aujourd'hui d'en voir le plan. Il n'existe aucun document sur sa disparition, il s'agissait d'un bâtiment essentiellement en bois qui a probablement brûlé.

## Mouvement adamite
Klokoty a été l'un des centres du mouvement hussite. En 1421 près de soixante-dix adamites furent arrêtés et mis au bûcher dans le presbytère de Klokoty. Depuis 1996, sur la pelouse de la place, se dresse un monument dédié à cet événement symbolisé par une grande pierre où il est inscrit Táborští pikarti 1421.

## Galerie de photos

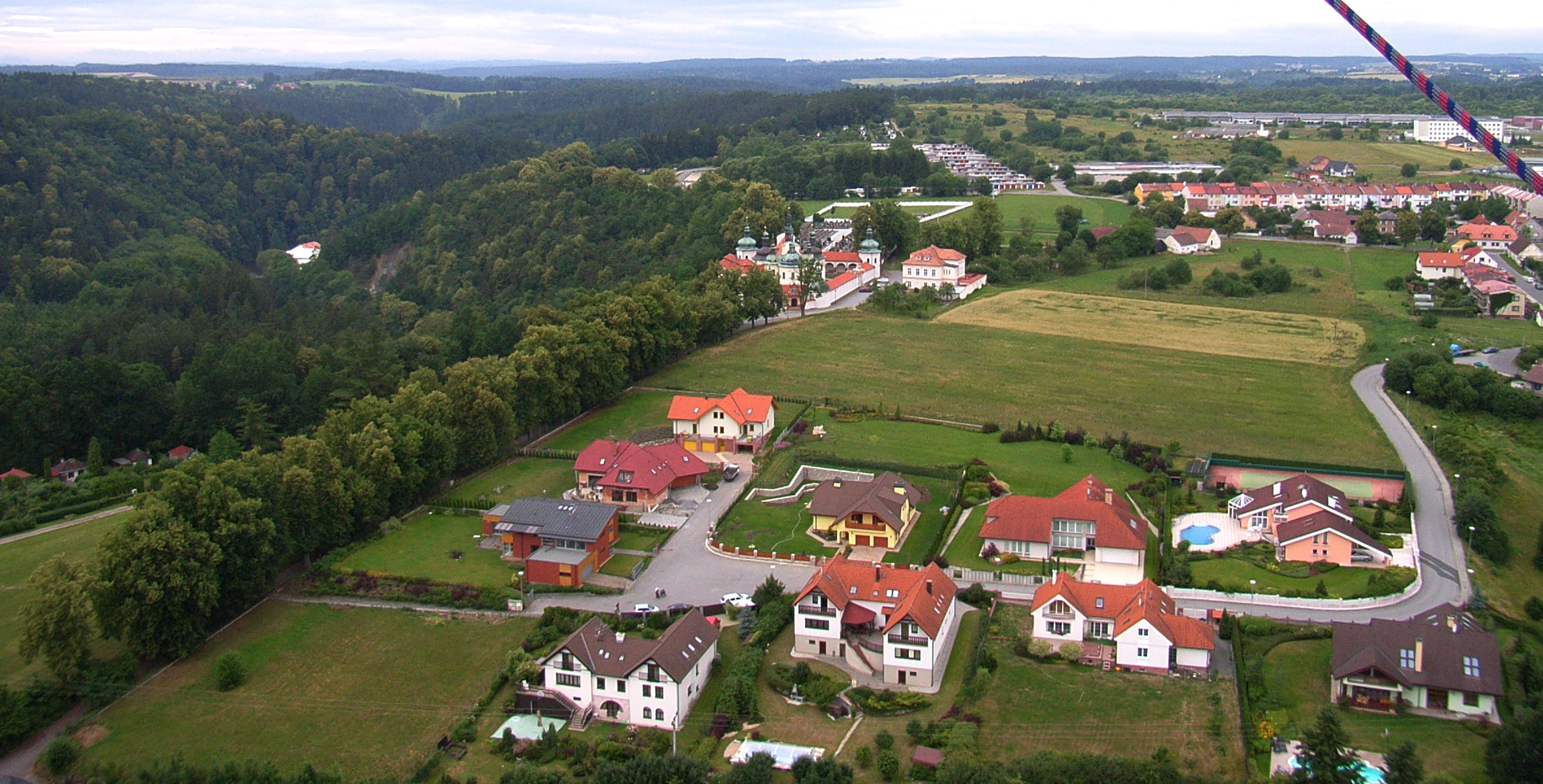
Tábor-Klokoty (partie méridionale), l'église et l'allée avec le  „chemin de croix“
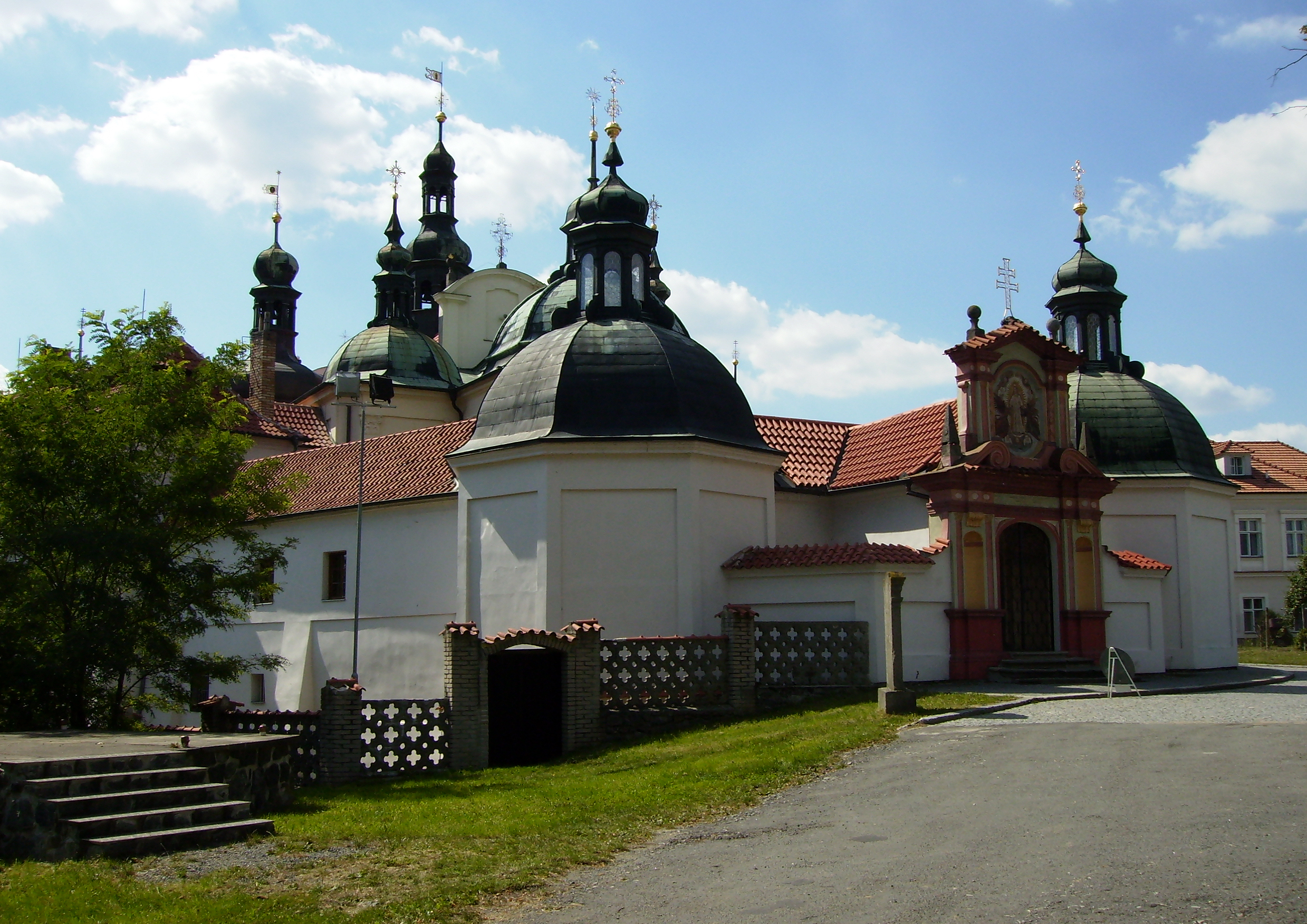
Tábor, quartier de Klokoty
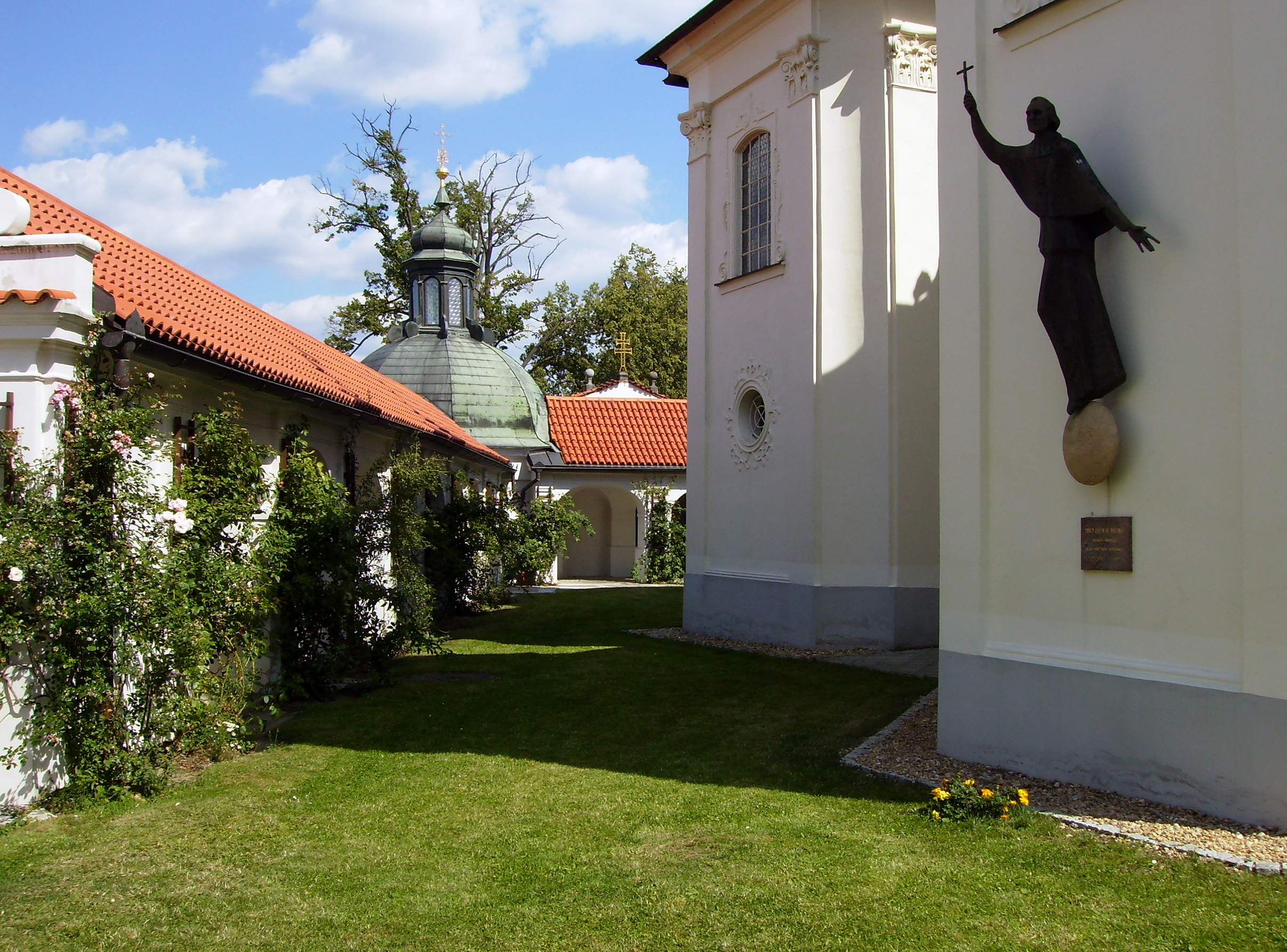
Eglise, vue intérieure
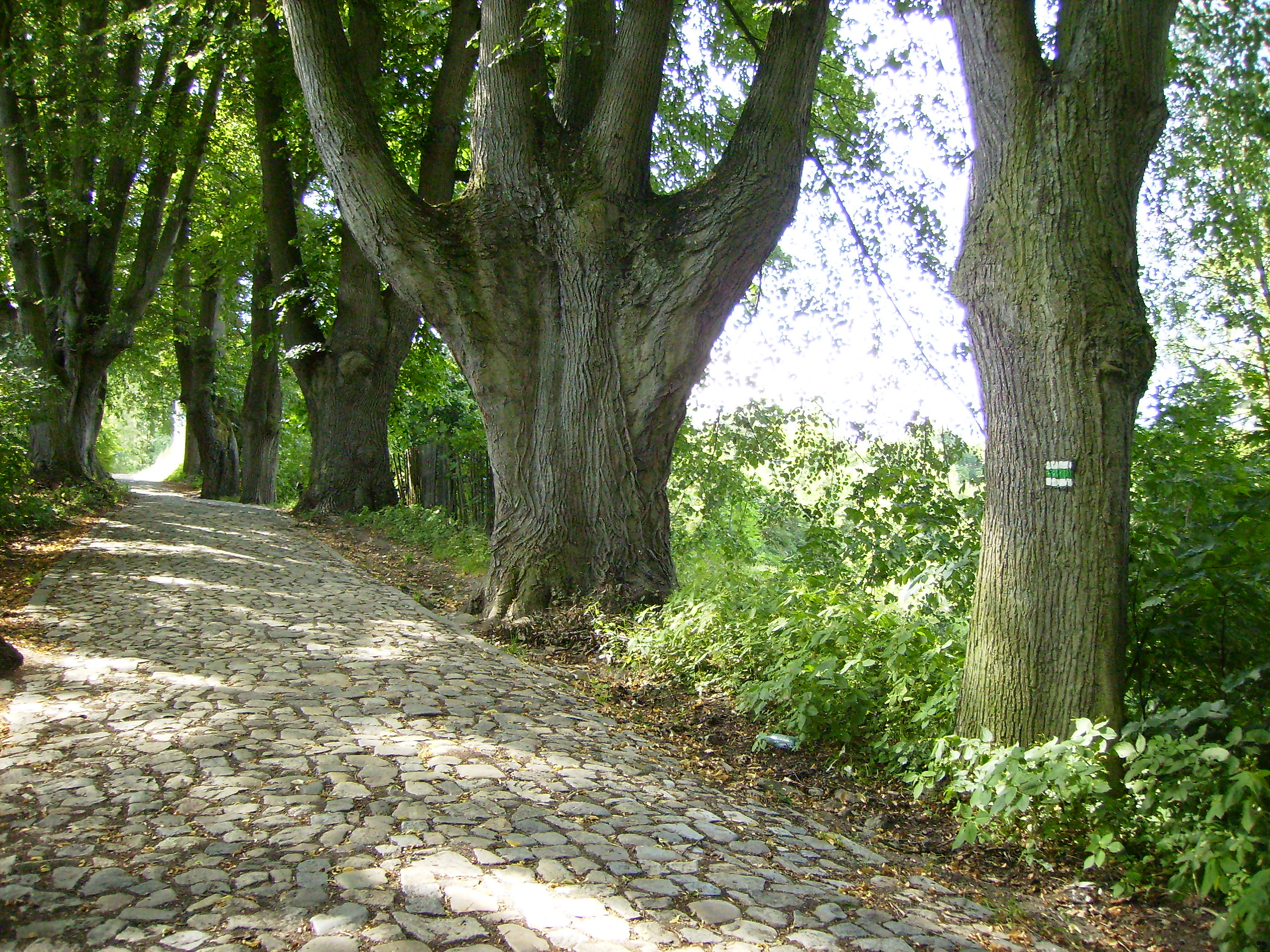
Chemin de Klokoty bordé d'une allée de tilleuls remarquables
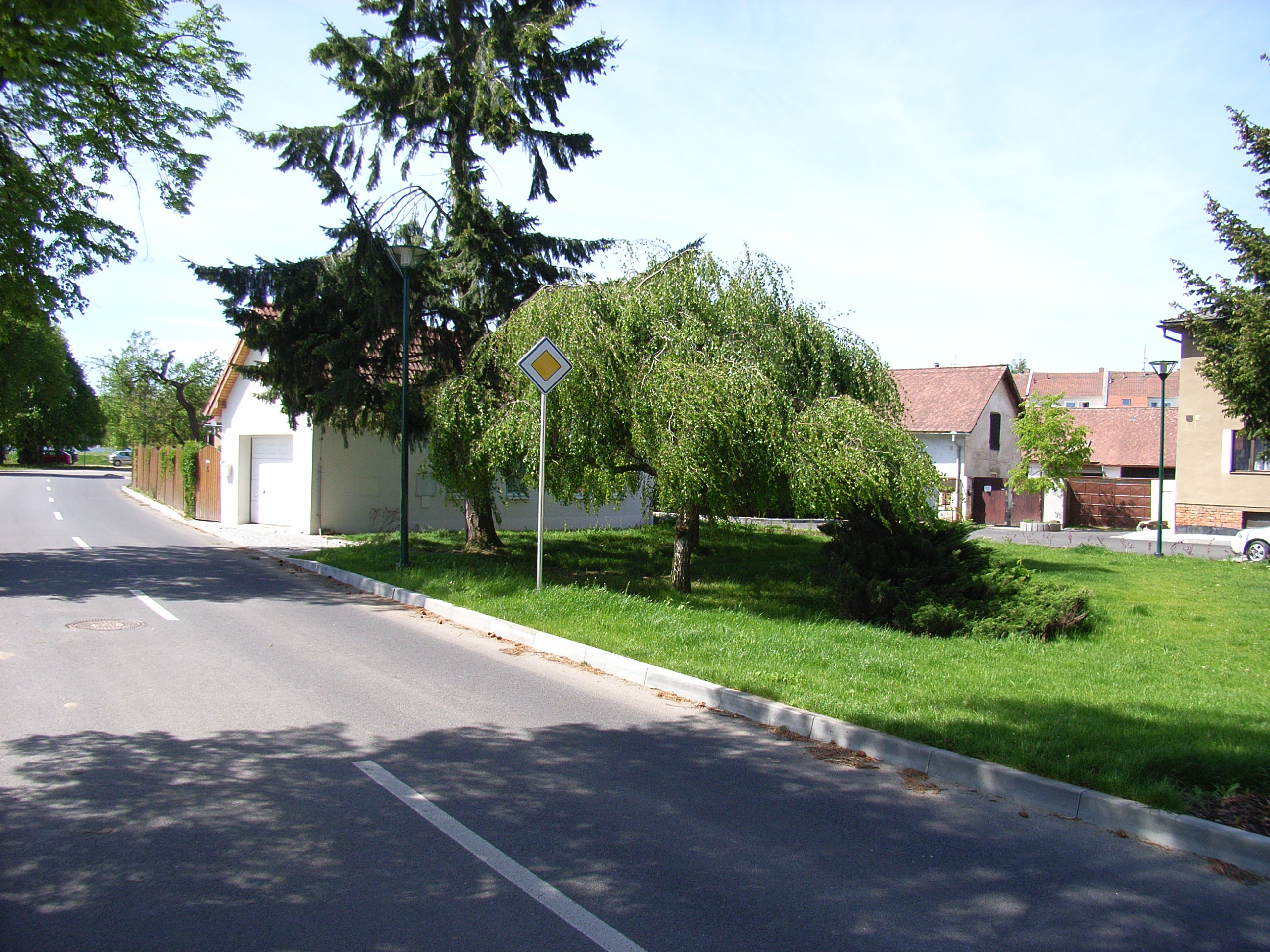
Quartier de Klokoty après travaux 2005–2006
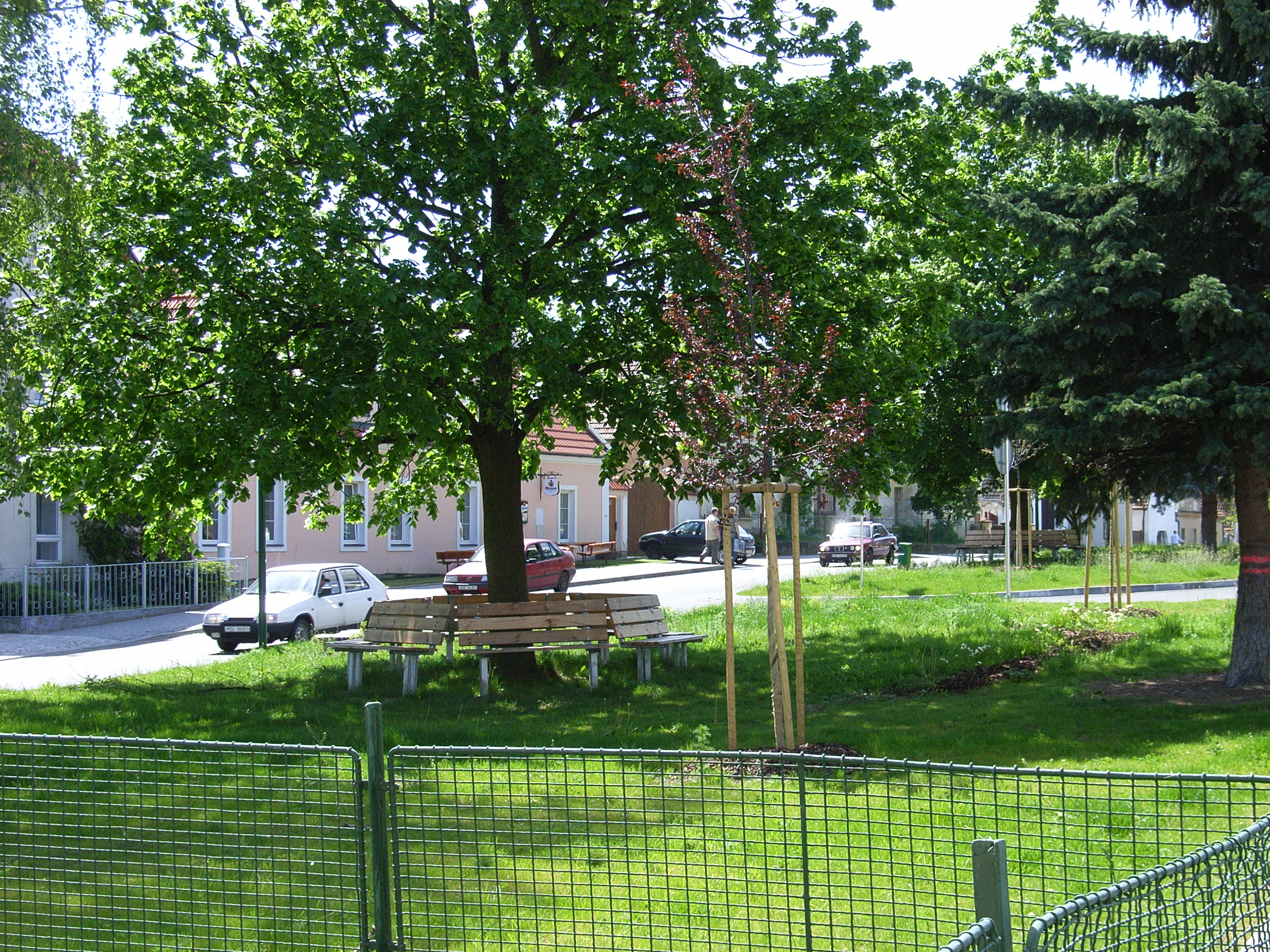
Quartier de Klokoty après travaux 2005–2006
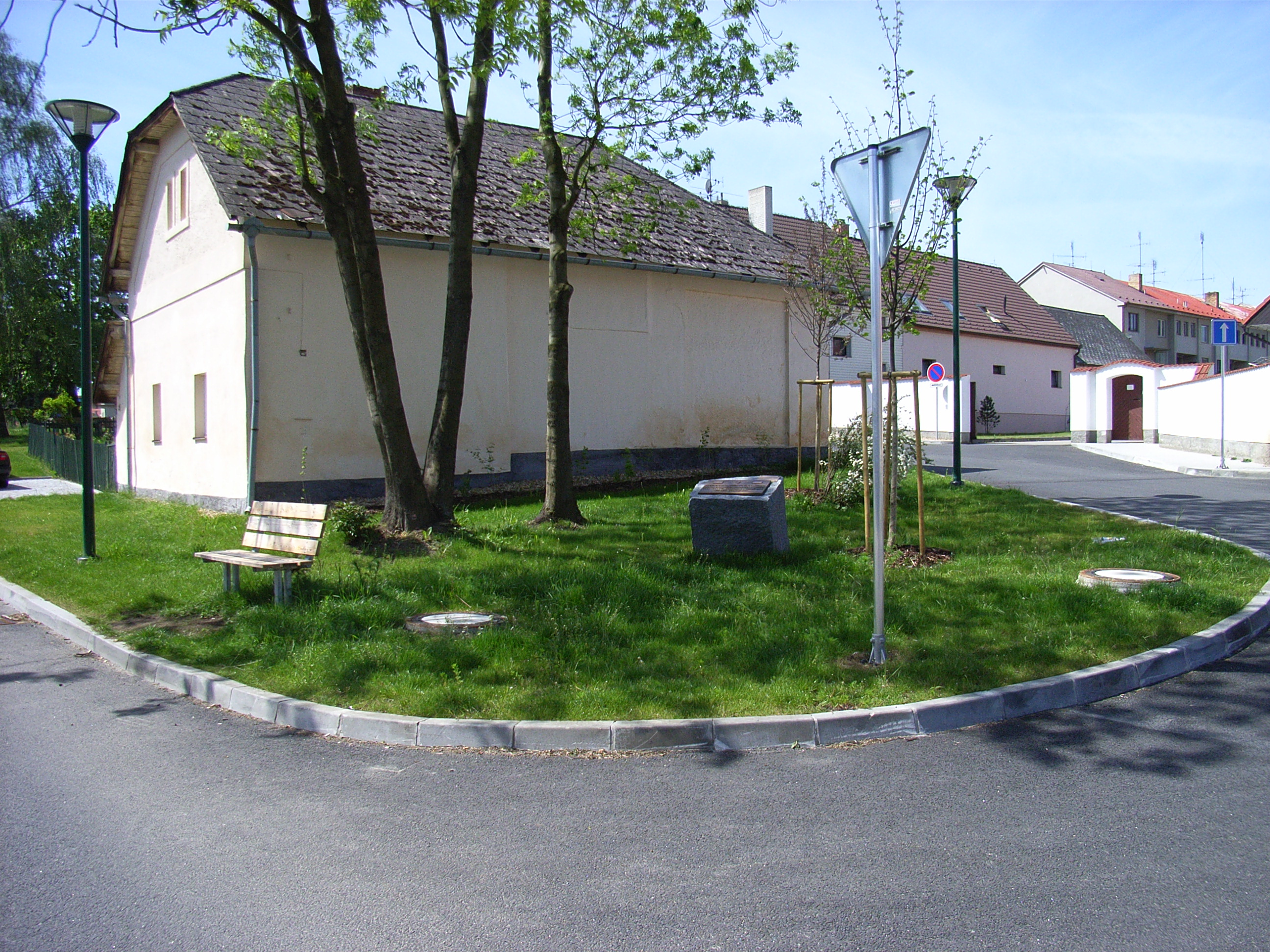
Quartier de Klokoty après travaux 2005–2006
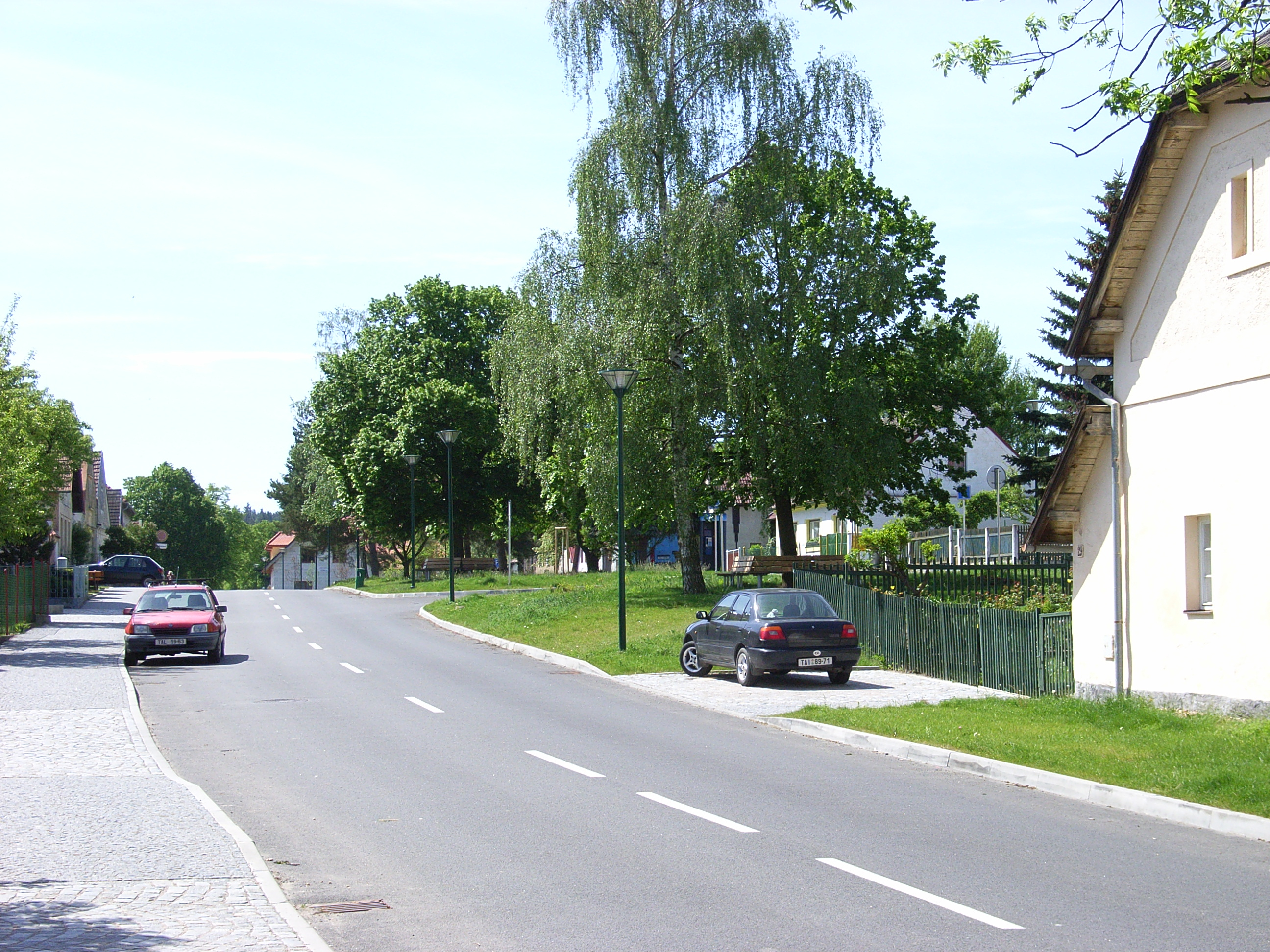
Quartier de Klokoty après travaux 2005–2006
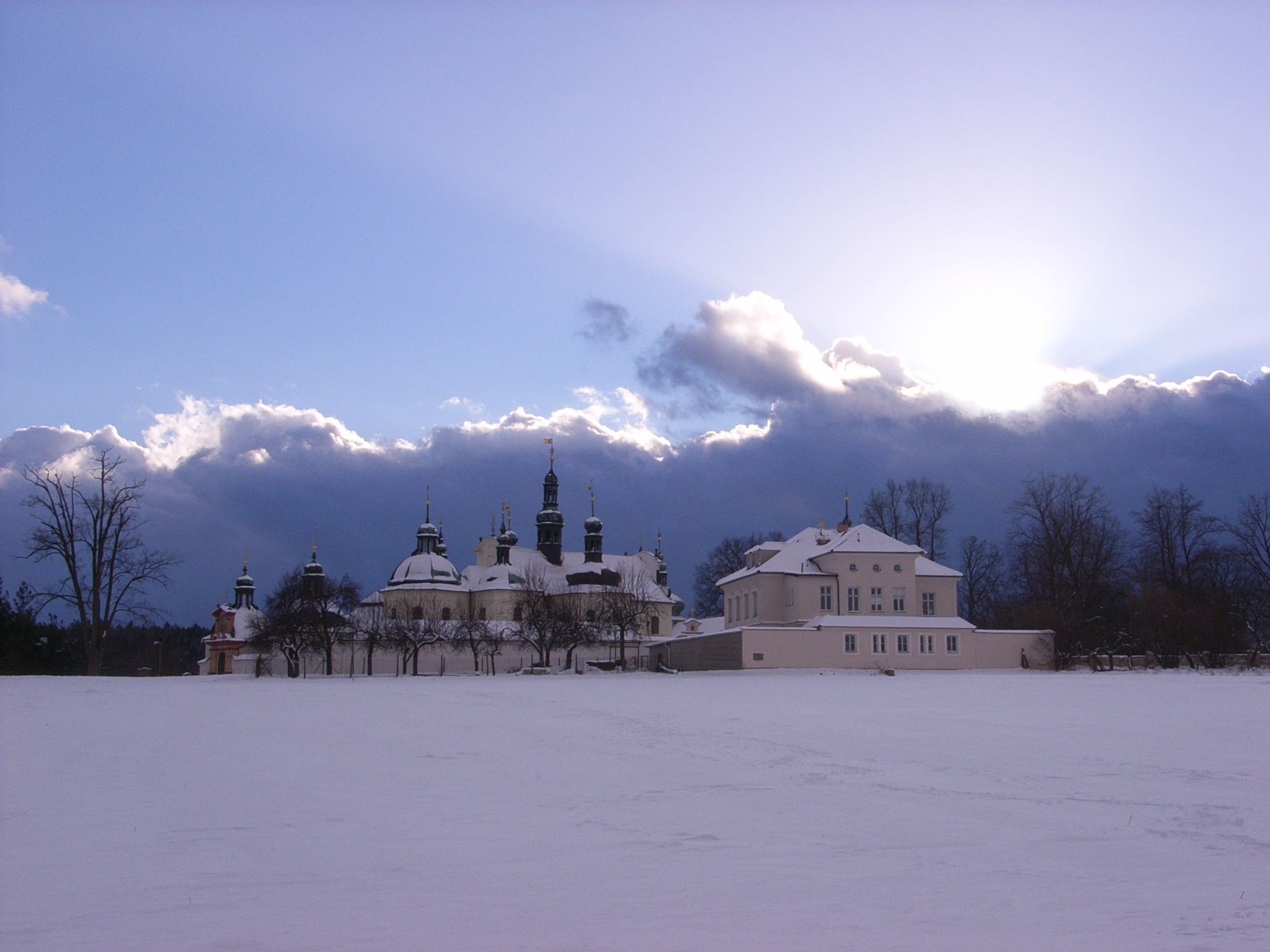
Vue en hiver sur le monastère de Klokotý (2007), au premier plan "Emmaüs" - Maison de pèlerinage (ancien presbytère)
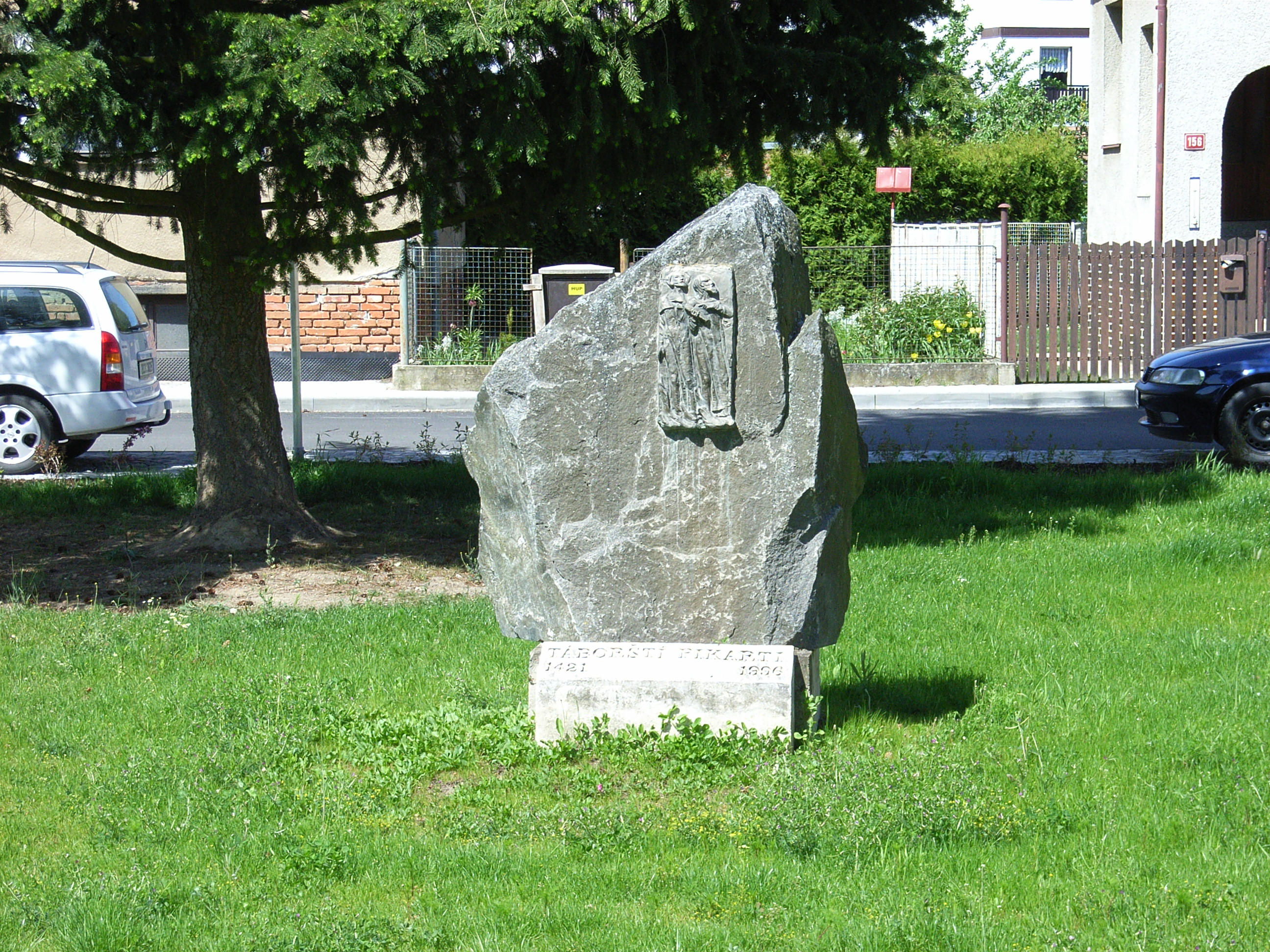
Klokoty, monuments aux "picards"
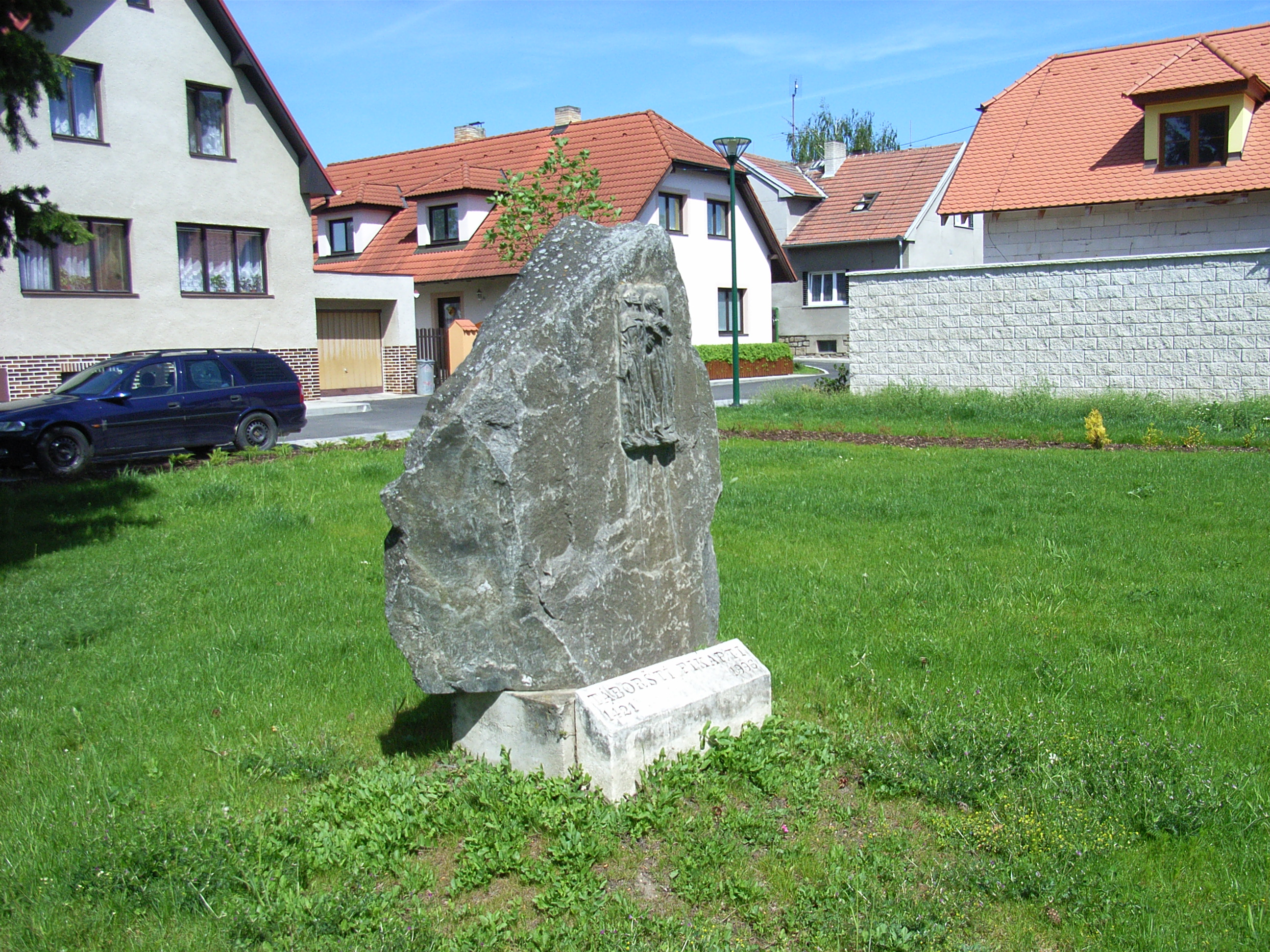
Klokoty, monuments aux "picards"

## Référence
1. ↑  Vítek de Klokoty (vers 1194, vers 1253) était un noble tchèque de la famille des Vítkovci, fondateurs des seigneuries de Landštejn et Třeboň
2. ↑   Littéralement Les Picards de Tabor, picard faisant référence aux membres d'une secte néo-adamite ayant vécu au 16e siècle en Bohême et dans les Pays-Bas flamands. En Bohême, les membres de cette secte possédaient une île sur la rivière Nežárka, où ils vivaient en communauté. Ils refusaient le mariage, se partageaient les femmes et vivaient nus. En 1421, Jan Žižka les fait tous tuer.